# Arthur Strasser

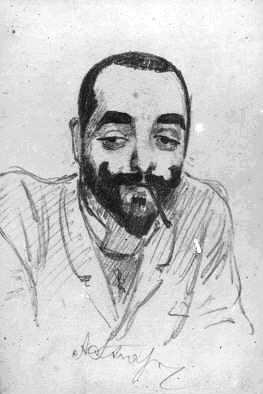
Arthur Strasser.

Arthur Strasser, född den 8 april 1854 i Adelsberg i Krain, död den 8 november 1927 i Wien, var en österrikisk skulptör. 

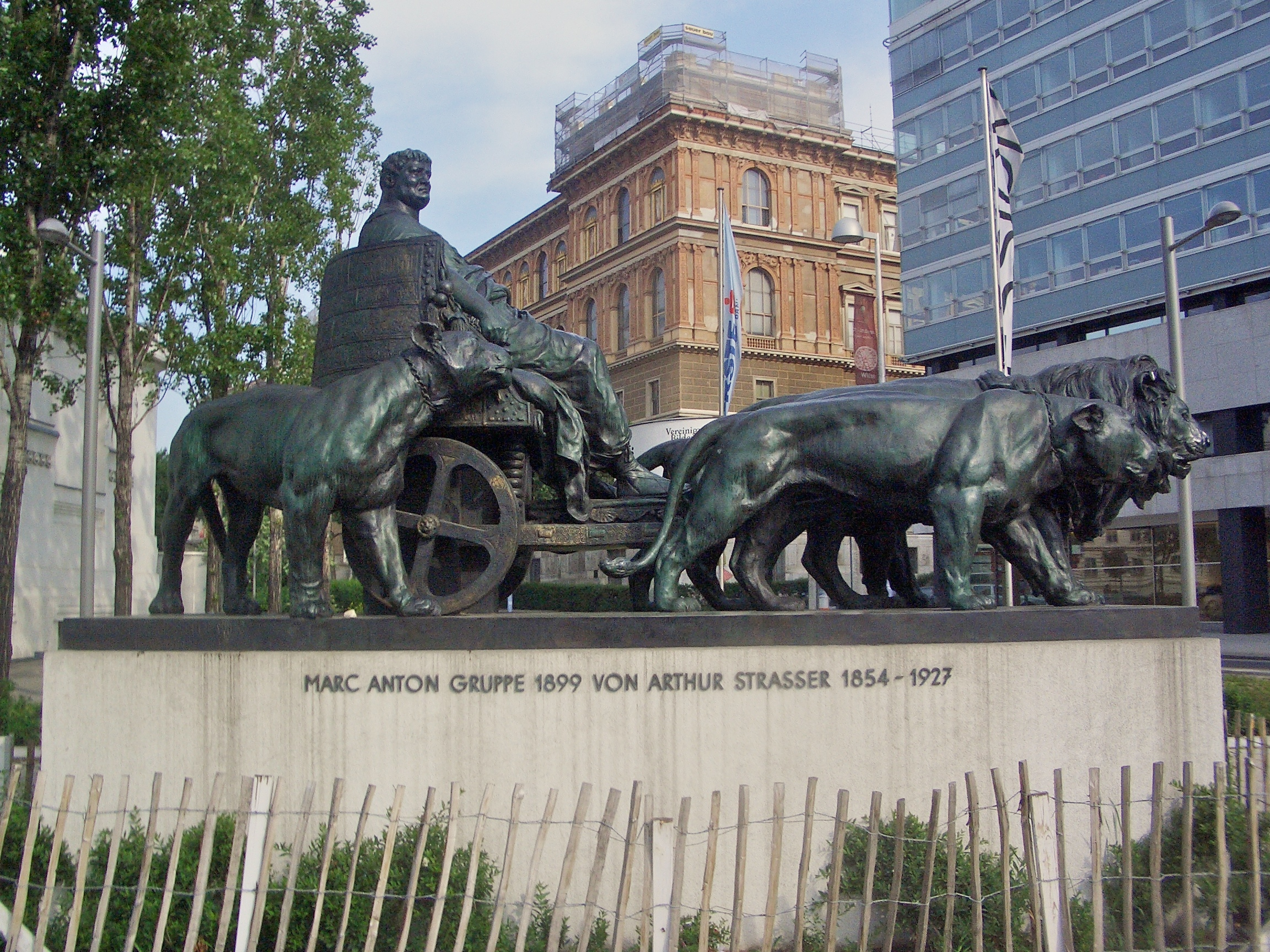
Staty över Marcus Antonius utanför Wiener Secessionbyggnaden i Wien.

Strasser studerade i Wien, till en början för Pilz, därefter vid Wiens konstakademi 1871-75 för Viktor Tilgner och gjorde sig till en början känd genom små polykroma statyetter av japanska jonglörer. Åren 1881-83 vistades han i Paris, där han huvudsakligen utbildade sig i målning. 
År 1891 vistades han under sex månader i Egypten. Hans specialitet var fortfarande statyetter, nu araber, egyptier, indier, kraftigt karakteriserade, övertygande sanna i studiet både av typer och av rörelser och behandlade med mycken virtuositet och med en originalitet, som kunde närmar sig det bisarra. Därjämte nådde han långt i djurframställning. 
Bland hans arbeten i dessa riktningar märks Ormtjusare, Egyptisk vattenbärerska, Bedjande hindu (mellan två elefanter). Av stark dramatisk verkan är Gravens hemlighet (en rödklädd arab lutad mot en sfinx), Blick in i evigheten (grekisk kvinna med dödsfackla) samt Ritt till den heliga floden. 
Ståtliga verk är Amasondrottningen Myrina (sittande mellan sina två älsklingstigrar) och Marcus Antonius triumftåg, som framställer segraren i sin char, dragen av ett spann af tre lejon, medan det fjärde går vid charens sida (1895, vann hedersmedalj i Paris 1900, uppställd utanför Secessionens byggnad i Wien). 
Andra verk av Strasser är Kleopatra, Hästtämjare och Stenbärare. Bland plastiska dekorationsarbeten i stor stil märks kejsar Frans Josef till häst omgiven av trupper (1898, i Invalidhotellet i Wien). År 1900 blev Strasser professor vid Wiener Kunstgewerbeschule i Wien.